# Sarsamphiascus tainui
Sarsamphiascus tainui is een eenoogkreeftjessoort uit de familie van de Miraciidae. De wetenschappelijke naam van de soort is voor het eerst geldig gepubliceerd in 1989 door Hicks.